# Ernesto Lara
Ernesto  Pires Barreto de Lara, född 2 november 1932 i Benguela, Angola, död 7 februari 1977 i Huambo var en angolansk journalist och författare.

## Biografi
Ernesto Lara var född i en förmögen portugisisk familj och gick i grundskola i Benguela. 1952 skickades han till Portugal och studerade till agronom vid lantbruksuniversitetet i Coimbra och tog examen 1952. Han reste till Lissabon och besökte Casa dos Estudantes do Império och träffade intellektuella afrikaner från portugisiska kolonier, som alla drömde om stälvständihet för sina respektive länder. Lara började skriva för tidningen Mensagem (Budbäraren).

## Författarskap
Lara skrev artiklar i tidningarna Jornal de Angola, Diário de Luanda och i tidskriften Artes e Letras (Konst och litteratur) med flera.
År 1975 var han en av grundarna till UEA, União dos Escritores Angolanos (Föreningen för angolanska författare).
Ernesto Laras verk återspeglar hans politiska och kulturella stöd för självständighetsrörelsen och han greps av Portugals säkerhetspolis PIDE.

### Poesi
- Picada de Marimbondo (1961; 'Getingstick')
- O Canto do Martrindinde (1963; ordlek)[4]
- Seripipi na Gaiola (1970)).[5]

### Antologier
Mellan 1957 och 1976 skrev Lara flera antologier, bland annat:
- Antologia de Poesia Angolana (1957; 'Antologi med angolansk poesi')
- Poetas Angolanos (1962; 'Angolanska poeter')
- O Corpo da Pátria - Antologia Poética da Guerra do Ultramar, 1961-1971 (1971; 'Poetisk antologi över Kriget på andra sidan havet')
- Poesia Angolana de Revolta (1975; 'Angolanska upprorets poesi')
- Antologia da Poesia Pré-Angolana (1976; 'Förkolonial poesi')